# 巴貝多行動綱領
《联合国小岛屿发展中国家可持续发展行动纲领》 ，簡称《巴貝多行动纲领》(BPOA)，是一份政策文件，是為了全面解决岛屿國家面临的经济、环境和社会发展脆弱性问题所規劃的策略大綱。該綱領是目前唯一获得国际认可的针对小岛屿发展中国家(SIDS) 的计划，并得到了 SIDS 的集体认可。

## BPOA 的发展
1992年，在里约举行的地球高峰会上，179个國投票通过了《21世纪议程》 ，强调召开針對岛屿國会议的必要性。《21世纪议程》第17章G节表示“小岛屿发展中国家是环境和发展的特別案例……[且]容易受到全球暖化和海平面上升的衝擊。”1994年，在巴貝多橋鎮，依第47/189号决议，聯合國召針對SIDS第一屆全球大會，會上提出BPOA全文。

## BPOA+5
1999年，联合国大会為評估《巴貝多行動綱領》的实施狀況（BPOA+5）举行特别会议。大会承认进展“不順利”，包含一些主要狀況，包括持續的全球化進程、收入不平等持續扩大與全球环境恶化。新的大会决议（S-22/2）承诺采取进一步行动。

## BPOA+10
2002年地球高峰会上，約翰尼斯堡行動計畫确认联合国應“全面落實”21世纪议程、千禧年發展目標、BPOA及其他国际协议。會議尾聲，高峰會建议召开一次調查BPOA执行情况的国际会议。依此建議，聯合國大会通过57/262和58/213号决议，開會調查BPOA的執行狀況。2005年1月10日至14日，在毛里求斯路易港举行調查會議。該會議的最终报告，证實調查前的猜測，即BPOA在很大程度上是不成功的，並大幅度地修訂BPOA。BPOA的「優先項目」獲得調整，並重申經濟成長仰賴永續發展。